# Johann Cambilhon
Johann Cambilhon, auch Johannes Cambilhom (englisch John Camilton; * um 1576 vielleicht in Innsbruck; † nach 1611) war ein deutscher Jesuit aus Graz, der Protestant wurde und als Schriftsteller in Augsburg wirkte.

## Leben
Johann Cambilhon wurde im 19. Jahrhundert – vermutlich weil London einer seiner Publikationsorte war – für einen Engländer gehalten, bezeichnete aber selbst Deutschland als sein „Vatterland“ (patria). Sein Vater soll nach zeitgenössischen Recherchen, die in Augsburg angestellt wurden, ein „nicht unbegüteter Organist“ gewesen sein, der bis 1564 In Innsbruck, danach in Graz wirkte. Die Herkunft des ungewöhnlichen Zunamens „Cambilhon“ ist bisher unerklärt. Ein Johannes Combilhonus (Jean Combillon) Paterniacensis (= aus Payerne im Kanton Waadt) immatrikulierte sich 1597 in Basel.
Nach eigenen Angaben wurde er nach dem Tod seiner katholischen Eltern dem Jesuitenorden in Prag in „Zucht und Disciplin“ übergeben. Er konnte Lateinisch und Griechisch. Im Prager Jesuitenkolleg (Clementinum) seien ihm bereits 1602 nach der Lektüre eines Berichtes über das Regensburger Religionsgespräch von 1601 erste Zweifel „an der Päbstischen Religion“ gekommen. Cambilhon will nach der Prager Zeit zwei Jahre im Jesuitenkolleg in Wien und schließlich bis zu seiner Konversion anderthalb Jahre im Jesuitenkolleg in Graz verbracht haben.

### Augsburger Streit
Johann Cambilhon trat im März 1608 in Augsburg als ehemaliger Jesuit und Exulant aus Graz in der Steiermark auf. Aus dem Orden sei er im Alter von 32 Jahren ausgetreten; Augsburg, die Stadt, die ihm als erste Asyl gewährte, verglich er mit dem biblischen Zufluchtsort Zoar (Gen 19,20-22 ). Er übergab ein versiegeltes Empfehlungsschreiben „einer Weltlichen“ bzw. „Politischen Person“ an das Augsburger Geistliche Ministerium. Das Schreiben vom Oktober 1607 wurde von Thomas Wismer, dem Hauspfleger des Wolf Sigmund von Eggenberg, verfasst.
Cambilhon bekämpfte den Jesuitenorden, den er verlassen hatte, in verschiedenen Schriften. Eine erste lateinisch verfasste Schrift Explicatio causarum et circumstantiarum an das Augsburger Presbyterium (Pfarrerkollegium) von 1608 wurde offenbar schnell handschriftlich verbreitet, aber nicht gedruckt. Im selben Jahr verfasste er in Augsburg De Studiis Jesuitarum Abstrusioribus, Relatio. Darin behauptete Cambilhon, in den Kellern unter der Jesuitenkirche in Graz würden Ordensangehörige gefoltert, Teufel angebetet und Schätze gehortet. In der Prager Niederlassung der Jesuiten habe er ein umfangreiches Waffenlager gesehen. Ein ähnliches gebe es auch in Krakau. Der französische Jesuitenpater Pierre Coton (1564–1626) habe den evangelischen König Heinrich IV. von Navarra (1553–1610) mit „zauberischen Künsten“ auf die katholische Seite gezogen.
Zu seinem eigenen Schutz wurde Cambilhon im April 1608 durch einen vom Augsburger Geistlichen Ministerium beauftragten Begleiter über Ulm, wo er eine finanzielle Unterstützung erhielt, an „ein sicher gewahrsam Orth“ nach Stuttgart gebracht. Mit den Augsburger Pfarrern Melchior Volcius (1562–1625) und Jakob Rulich d. J. (1559–1612) stand er noch einige Zeit in brieflicher Verbindung.
Nach Cambilhons Weggang aus Augsburg erschien die Schrift De Studiis Jesuitarum Abstrusioribus, Relatio noch im selben Jahr 1608 erstmals im Druck. Ihr beigebunden waren die Elegie In parricidas Jesuitas Carmen des französischen Historikers und Staatsmanns Jacques-Auguste de Thou (1553–1617), in der der Tod der hugenottischen Königin Jeanne d’Albret (1528–1572) den Jesuiten angelastet wird, und zwei Texte des Humanisten Adrien Turnèbe (1512–1565).
Der Jesuit Jakob Gretser (1562–1625), Professor der Moral in Ingolstadt, der selbst 1601 an dem von Cambilhon erwähnten Regensburger Religionsgespräch teilgenommen hatte, verfasste Gegenschriften in neulateinischer Sprache, die von Conrad Vetter (1548–1622) ins Deutsche übersetzt wurden. Er bestritt, dass Cambilhon tatsächlich dem Orden angehört habe. Gretser bezog sich in seiner Kritik auch stark auf das ungedruckte Manuskript Explicatio causarum et circumstantiarum, von dem ihm eine Abschrift vorlag. Cambilhons Schrift bezeichnete Gretser als anonymes „Famos-Libell“ oder Pasquill, das nach dem Reichsrecht (Artikel 110 der Peinlichen Halsgerichtsordnung Karls V.) mit der Todesstrafe geahndet werden müsse. Cambilhon wurde in dem sogenannten „cambilhonischen Streit der Jesuiten und Augsburger Prädikanten“ publizistisch unter anderem von Melchior Volcius unterstützt.

### Geraer Drucke
Ein gewisser Magister Johann Pfeiffer von Altzen (Alzey) berichtet 1610 im Vorwort zu Nova novorum Jesuitica, er habe seinen „guten Freund“ Cambilhon auf einer Rückreise aus Frankreich und Italien durch Graz dort nicht mehr angetroffen, aber in Augsburg wiedergefunden und ihm zugesagt, das „neue“ Manuskript in Druck zu geben. Es handelt sich bei dem Werk Nova novorum Jesuitica allerdings lediglich um eine wenig veränderte Überarbeitung von De Studiis Jesuitarum Abstrusioribus, Relatio, das wie diese am Ende das Datum Augsburg, 21. März 1608 trägt. Bei „Johann Pfeiffer“ könnte es sich um ein Pseudonym Cambilhons oder eines Raubdruckers handeln, der Druck erschien im reußischen Gera.
Auch bei dem ersten Teil des Buches Von Der Jesuiten Gott vnd jrer Geistlichkeit handelt es sich um eine Überarbeitung von De Studiis Jesuitarum Abstrusioribus, Relatio. Dieses Buch wurde 1611 von „Leo de Dromna“ zusammengestellt bzw. übersetzt und erschien ebenfalls in Gera. Das Pseudonym wird meist mit dem Theologieprofessor und 1619/20 als Rektor der Universität Leipzig amtierenden Christoph Wilhelm Walpurger (1579–1631) identifiziert.

## Rezeption
Cambilhons Buch De Studiis Jesuitarum Abstrusioribus, Relatio war schon bis 1610 mehrfach nachgedruckt und aus dem Lateinischen ins Deutsche (zweimal), Englische und Französische übersetzt worden. Es wurde in der Folgezeit vielfach als Materialsammlung in Auseinandersetzungen um den Jesuitenorden wieder abgedruckt. Der sächsische, aus Schluckenau (Šluknov) in der Herrschaft Tetschen vertriebene Pfarrer Balthasar Marschner (1599–1669) bezog sich 1630 in einer antikatholischen Streitschrift auf „Johan Cambilhom“. Der Anwalt und radikale Puritaner William Prynne (1600–1669) zitierte das Buch in seiner Auseinandersetzung mit Erzbischof William Laud. Große Verbreitung erfuhr es durch die Aufnahme in die Historia Jesuitica von Rudolf Hospinian und Ludwig Lucius. Besonders in England erlebte die Schrift bis in das 18. Jahrhundert hinein zahlreiche Nachdrucke.

### Prager Unruhen
Bei den Prager Unruhen 1611 zwischen dem sogenannten Passauer Kriegsvolk und Truppen der böhmischen Stände kursierten aufgrund der Vorwürfe Cambilhons Gerüchte, im Keller des Jesuitenkollegs in Prag (Clementinum) seien Waffen und Sprengstoff gefunden worden. Die Behauptung wurde auch von der in Frankfurt am Main erscheinenden Zeitschrift Mercurius Gallobelgicus – einem der ältesten Periodika Deutschlands – kolportiert. Von den Jesuiten wurde der Vorwurf zurückgewiesen: Nach ihren Angaben soll eine Untersuchung stattgefunden haben. Kaiserliche Amtleute und selbst die Anführer der böhmischen „Utraquisten“ (Protestanten) Heinrich Matthias von Thurn (1567–1640), Leonhard Colonna von Fels (1565–1620) und Johann von Bubna (1570–1636) hätten die Haltlosigkeit der Vorwürfe bestätigt.

### Aufklärungszeit
In einer Auseinandersetzung mit Friedrich Nicolai (1733–1811), dem Hauptvertreter der Berliner Aufklärung, warf Johann August von Starck (1741–1816) diesem 1787 vor, in seinem Kampf gegen die Jesuiten eine „alte Legende aus dem … Cambilfon entlehnt“ zu haben. Die entstellte Form „Cambilfon“ statt „Cambilhon“ ist dabei wahrscheinlich eine absichtliche Kombination (Kofferwort) der Namen Campe und Bilfinger als typische Aufklärernamen. Der Streit von Starck und Nicolai um Cambilfon wurde von Wilhelm Ludwig Wekhrlin (1739–1792) in seiner Zeitschrift Hyperboreische Briefe spöttisch kommentiert.
Zu den 1795/96 aufgedeckten Fälschungen von William Henry Ireland (1775–1835) gehörte auch eine Ausgabe der englischen Ausgabe A Discouerie of the most secret and subtile practises of the Iesuites „John Camilton’s“ von 1610 mit einem angeblichen handschriftlichen Besitzeintrag und antikatholischen Randbemerkungen von William Shakespeare (1564–1616).

## Werke
- [Brevis et perspicua] Explicatio causarum et circumstantiarum, quibus motus Joannes Cambilhon, olim Gracensis collegii Jesuita ex pernicioso consortio illo se subduxit et ad Augustanae confessionis Ecclesiam se contulit. Ad venerabile presbyterium Augustae Vindelicorum. XXI Martii 1608 (= „[Kurze und klare] Erklärung der Gründe und Umstände, durch die bewegt Johannes Cambilhon, ehemals Jesuit des Grazer Kollegs, sich aus jener verderblichen Gemeinschaft entfernt und in die Kirche des Augsburgischen Bekenntnis begeben hat. An ein ehrwürdiges Presbyterium von Augsburg. 21. März 1608“) (Abschriften: Burgerbibliothek Bern, Bongarsiana Cod. 142, Bongarsii collectanea theologica, 51, Blatt 11ff.; Landesarchiv Baden-Württemberg Abt. Staatsarchiv Ludwigsburg, B 114 Limpurg-Gaildorf-Solms-Assenheim, Herrschaft, Bü 2707).[30]
- De Studijs Jesuitarum Abstrvsioribus, Relatio. Accessit Iac. Augusti Thuani In parricidas Iesvitas carmen. s. n., s. l. 1608 (Digitalisat der Bayerischen Staatsbibliothek München).
  - (deutsche Übersetzung) Von der Jesuiten geheimsten Sachen, Kurtze Relation.  Auß dem Lateinischen verteutscht. s. n., s. l. 1608 (Digitalisat der Österreichischen Nationalbibliothek Wien); (Digitalisat der Bayerischen Staatsbibliothek München).
    - 2. Aufl. s. n., s. l. 1619.

  - (wiederabgedruckt als Teil II von) Aphorismi doctrinæ Iesuitarum & aliorum aliquot pontificiorum doctorum. Eliot's Court Press, London 1608.
    - (englische Übersetzung als Teil II) A short treatise touching some very secret and close studies and practices of the Jesuits. In: Aphorismes. Or, Certaine selected points of the doctrine of the Iesuits. William Hall / John Bill, London 1609.
    - (französische Übersetzung als Teil II von) Aphorismes ou sommaires de la doctrine des Jesuites, & de quelques autres leurs docteurs. [s. n.], [s. l.; Paris?] 1610.

  - (wiederabgedruckt in:) De Stvdiis Iesvitarvm Abstrvsioribvs, et Consiliis eorum sanguinariis. In: Petrus de Wangen: Physiognomonia Jesuitica. s. n., Lyon 1610, S. 152–169 (Google-Books).
    - (Neuauflage unter dem Titel) Paraleipomena ad Amphitheatrum honoris Jesuitarum. Ex recensione Petri de Wangen. s. n., Lyon 1611.

  - (englische Übersetzung) A Discouerie of the most secret and subtile practises of the Iesuites. George Eld / Robert Boulton, London 1610.
  - (deutsche Neuübersetzung) Jesuiter Collegiums wahre vnd leibhafftige Contrafactur: Oder Kurtze vnd gründtliche Relation Von der Jesuiter geheimsten Stücken, Tücken vnd Heymligkeiten. s. n., s. l. 1610.
    - (wiederabgedruckt als) De Studiis Jesuitarum Abstrusioribus Relatio, Oder: Kurtze erzehlung der Jesuiten geheimster Stücke, Tücke und Heimlichkeiten. In: Reißender Jesuiter Wolff unter dem Schafbeltz Christlicher Sanfftmut verborgen. s. n., s. l. 1610 (Digitalisat der Bayerischen Staatsbibliothek München).

  - De Studijs Jesuitarum Abstrvsioribus, Relatio. Accessit Iac. Augusti Thuani In Parricidas Iesvitas Carmen. 2. Aufl. s. n., s. l. 1618.
  - (wiederabgedruckt als) De stvdiis Iesvitarum abstrvsioribvs … ex recensione Iohan. Cambiltoni, Graecensis olim Jesvitae. In: Rodolphus Hospinianus: Historia Iesvitica. Johann Rudolph Wolf, Zürich 1619, S. 208–211 (Digitalisat der Bayerischen Staatsbibliothek München).
  - (deutsche Neuübersetzung) Von der Jesuiten geheimen Sachen, vnd jhrer Häuseren beschaffenheit. In: Ludwig Lucius: Jesuiter-Histori. Johann Jakob Genath, Basel 1626, S. 257–270 (Google-Books).
    - (wiederabgedruckt in der lateinischen Ausgabe als) De rebus Jesuitarum abstrusioribus, et ratione domorum atque collegiorum ipsorum. In: Ludwig Lucius: Historia Jesuitica. Johann Jakob Genath, Basel 1627, S. 169–176 (Google-Books).

  - (englische Übersetzung) Paulus Florenius, Christian Francken, John Camilton: The doctrines and practises of the Societie of Iesuites, hrsg. von William Freake.[31] Bernard Alsop and Thomas Fawcet for George Gibbs, London 1630.
    - (Neuauflage unter dem Titel) Tvvo spare keyes to the Iesuites cabinet, dropped accidentally, and fallen into the hands of a Protestant … The second, openeth their atheisticall practises touching the present warres of Germany. Projected by them in the yeare 1608 …. Bernard Alsop and Thomas Fawcet for George Gibbs, London 1632.
    - (Neuauflage unter dem Titel) Camiltons discoverie, of the devilish designes and killing projects of the Society of Jesuites of late years, projected and by them hitherto acted in Germany, intended, but graciously prevented in England; translated out of the Latine copie; dedicated to the high Court of Parliament, by W. F. X. B. [= William Freake St. Bartholomew's] minister of Christs Gospell. Thomas Fawcet, London 1641 (Online-Text der University of Michigan Library Ann Arbor)
      - (wiederabgedruckt in:) William Oldys, Thomas Park (Hrsg.): The Harleian miscellany, Bd. V. Robert Dutton, London 1810, S. 103–117 (Google-Books).
- Nova novorum Jesuitica. Das ist: Historische und ausführliche Beschreibung von den verborgenesten Geheimnüssen und schrecklichsten Thaten der Jesuwider, so sie bey Tag und Nacht in iren Speluncken treiben und uben, … beydes Teutsch vnd Lateinisch in Druck verfertiget, übersetzt von Johann Pfeiffer von Altzen. Martin Spieß, Gera 1610 (Digitalisat der Universitäts- und Landesbibliothek Halle).
  - (wiederabgedruckt in) Postport Der Iesviten Welche denselben zu ihrem auß dem Königreich Böheimb vnd Marggraffthumb Mehrern, nunmehr glücklich vollendtem … Außzug Von Teutscher, Böhmischer vnd Italienischer Nation … eingehändigt worden … Darinnen Fünff unterschiedene, zuvor publicirte, auch männiglich zuwissen hochnotwendige Tractätlein. Collegium zu Sanct Passier, Passau [vermutlich fingierter Druckort] 1619, S. 17–32 (Digitalisat der Bayerischen Staatsbibliothek München).
- Von Der Jesuiten Gott vnd jrer Geistlichkeit Darinnen die grewlichen vnd erschrecklichen Irrthumber so die Jesuiten wider Göttliche Majestätt und sein Heiliges Wort verthädigen gleich in einem Spiegel angezeigt werden … Alles auss selbst eigener Erfahrung, von Ioh. Cambilhon gewesenen Jesuwider zu Graitz … Lateinisch beschrieben, jetzundt aber verdeutschet … Durch Leonem de Dromna. Spieß, Gera 1611 (Digitalisat der Bayerischen Staatsbibliothek München).